# Lily Luik
Lily Luik (* 14. Oktober 1985 in Tartu, Sowjetunion) ist eine estnische Langstreckenläuferin und Olympionikin (2016).

## Werdegang
2014 erreichte sie im Marathon nach 2:48:49 h den 47. Platz bei den Leichtathletik-Europameisterschaften in Zürich.
Am 30. August 2015 lief sie bei den Leichtathletik-Weltmeisterschaften in Peking den Marathon. Sie erreichte das Ziel nach 2:45:22 h und belegte den 38. Platz.
Ihre eineiigen Drillings-Schwestern Liina und Leila sind ebenfalls Langstreckenläuferinnen.
Die drei Schwestern gingen miteinander bei den Olympischen Sommerspielen 2016 an den Start.
Lily belegte in Rio de Janeiro den 97. Rang.

## Sportliche Erfolge
| Datum/Jahr    | Rang | Wettbewerb                                | Austragungsort | Zeit     | Bemerkung            |
| ------------- | ---- | ----------------------------------------- | -------------- | -------- | -------------------- |
| 14. Aug. 2016 | 97   | Olympische Sommerspiele 2016              | Rio de Janeiro | 02:48:29 |                      |
| 15. Nov. 2015 | 18   | Valencia-Marathon                         | Valencia       | 02:40:30 | persönliche Bestzeit |
| 30. Aug. 2015 | 38   | Leichtathletik-Weltmeisterschaften 2015   | Peking         | 02:45:22 |                      |
| 14. Sep. 2014 | 1    | Tallinn-Marathon                          | Tallinn        | 00:36:24 | 10 km                |
| 16. Aug. 2014 | 47   | Leichtathletik-Europameisterschaften 2014 | Zürich         | 02:48:49 |                      |

## Persönliche Bestleistungen

### Freiluft
- 5000 m: 16:33,37 min, Tallinn
- Halbmarathon: 1:15:02 h, Roma – Ostia
- Marathon: 2:40:30 h, 15. November 2015, Valencia-Marathon

### Halle
- 3000 m: 9:54,04 min, Tallinn